# Sułtanat Ternate
Sułtanat Ternate (indonez. Kesultanan Ternate) – państwo historyczne na terenie dzisiejszej Indonezji, położone w archipelagu Moluków.
Uważa się, że powstało w 1257 r. jako Królestwo Gapi, przy czym później zmieniło nazwę na Ternate. Należy do najstarszych królestw muzułmańskich w archipelagu indonezyjskim. Państwo Ternate było jednym z czterech tego typu królestw w regionie, obok Tidore, Bacanu i Jailolo. Władca Zainal Abidin (1486–1495?) przyjął tytuł sułtana, przekształcając Ternate w sułtanat.
Złoty wiek państwa Ternate przypadł na okres panowania sułtana Babullaha (1570–1583), kiedy to zapoczątkowano ekspansję jego terytorium. Państwo objęło terytorialnie większą część wschodniej Indonezji (m.in. Moluki północne i centralne, fragmenty Sulawesi, w tym Buton, Salayar, obszar Tobungku i region Minahasa, a także część zachodniej Nowej Gwinei) oraz fragment południowych Filipin (wyspa Mindanao). W czasach historycznych Ternate było centrum regionalnej potęgi politycznej oraz istotnym producentem goździków. Rywalizowało z Sułtanatem Tidore. Odegrało rolę w rozprzestrzenianiu islamu we wschodniej części dzisiejszej Indonezji. Współcześnie wyspa należy do Indonezji i nie funkcjonuje jako samodzielny byt polityczny.
Na terenie państwa posługiwano się językiem ternate oraz malajskim. Mowa rdzennych mieszkańców wyspy jest jednym z dwóch – obok blisko spokrewnionego języka tidore – autochtonicznych języków papuaskich, które wykształciły formę pisaną przed przybyciem Europejczyków. Ponadto z Sułtanatu Ternate pochodzą jedne z najstarszych zanotowanych zabytków piśmiennictwa malajskiego, będące także wczesnym przykładem użycia języka malajskiego jako nieojczystego.

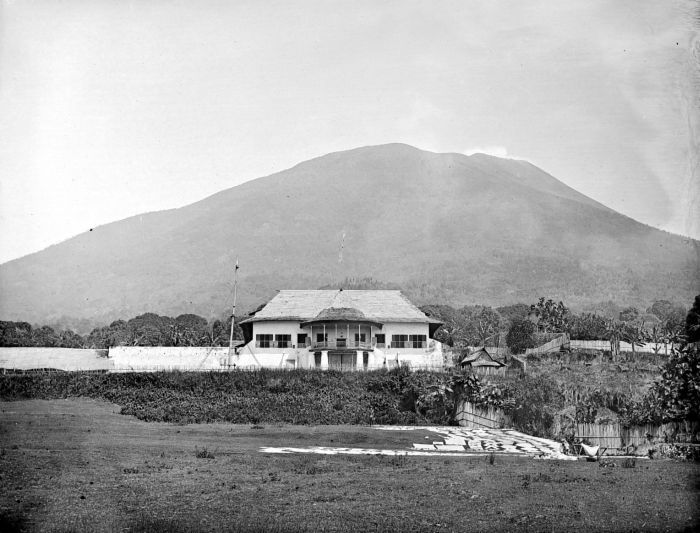
Pałac (kraton) sułtana Ternate
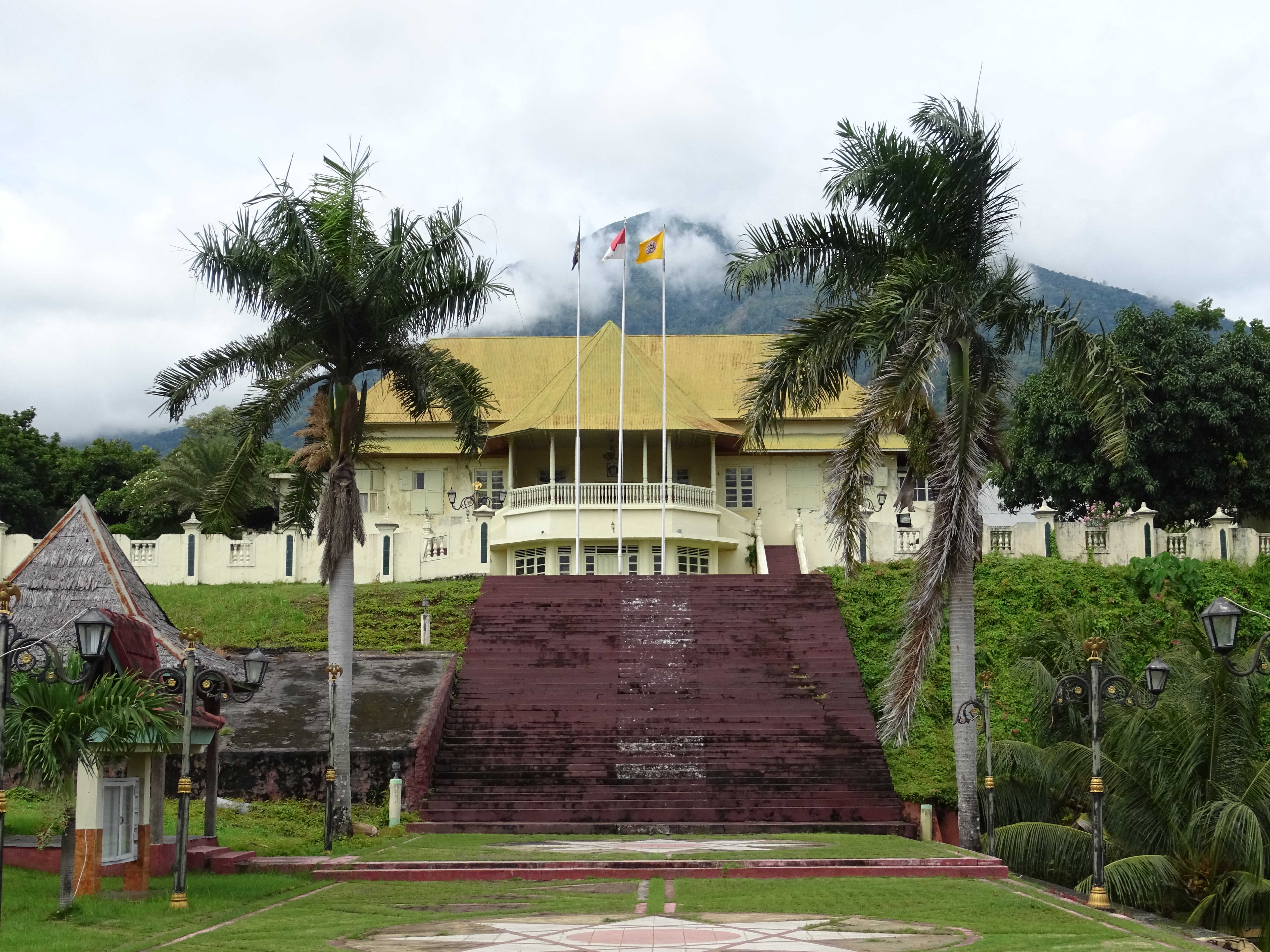
Pałac sułtana w 2016 r.
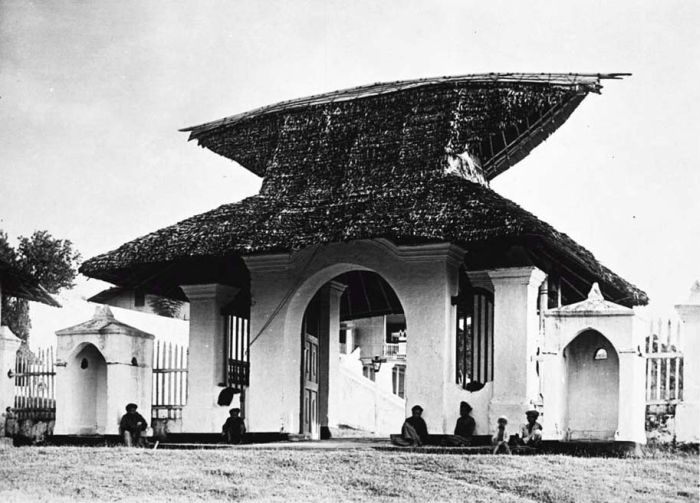
Wejście do pałacu sułtana
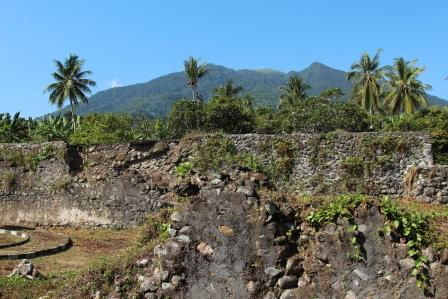
Ruiny fortecy (Fort Kastela) w 2012 r.
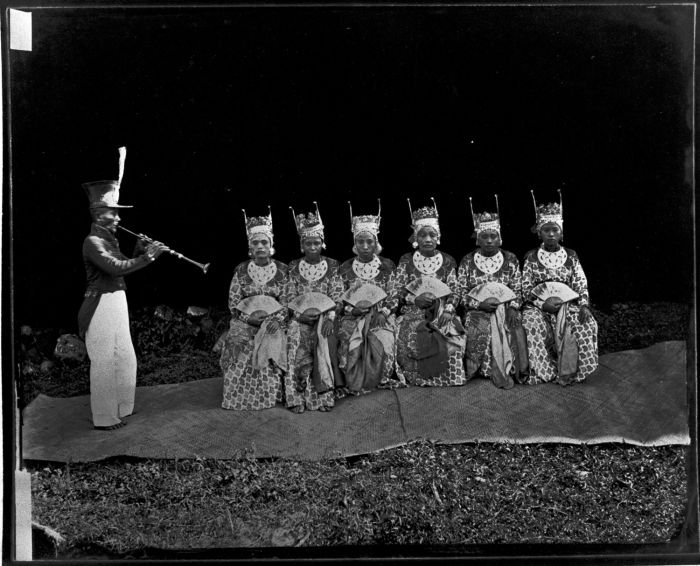
Muzyk i grupa tancerek sułtana Ternate